# Pasquale Gesuito
Pasquale Gesuito (Bari, 13 agosto 1959) è un ex bobbista italiano.

## Biografia
Nato nel quartiere di Palese e cresciuto in quello di San Paolo, divenne un promettente velocista del Gruppo Sportivo Fiamme Gialle (con primato di 10"50 sui 100 m), venne investito motocicletta da un'automobile ad Ostia, riportando la frattura della tibia. Trasferito come finanziere alla dogana del passo del Brennero, entrò in contatto con la Polisportiva di Vipiteno dove fu ingaggiato come frenatore di spinta insieme al pilota Ermenegildo "Gildo" Sartore, con il quale vinse subito due ori ai campionati italiani di bob del 1982 nel bob a due e a quattro.
Il 12 gennaio 1983 vinse a sorpresa la prima Coppa del Mondo di bob sulla pista naturale del Lago Blu a Cervinia in coppia con Gildo Sartore., precedendo di 55 centesimi il secondo equipaggio azzurro di Alex Wolf e Roland Lechtaler. Vinse anche l'oro con il bob a quattro insieme a Gildo Sartore, Paolo Costa ed Onorio Marocchi.
Trasferito alla Scuola alpina della Guardia di Finanza di Predazzo, conobbe la futura moglie Giuliana, da cui nacque il figlio Andrea nel 1989.
Ha partecipato a quattro olimpiadi invernali. Nel bob a quattro fu 7° ai Giochi invernali di Sarajevo 1984, 10° a Calgary 1988, 12° a Albertville 1992 e 22° a Lillehammer 1994; nel bob a due fu 12° ad Albertville 1992 e 9° a Lillehammer 1994.
Ai Campionati mondiali di bob 1985 giunse al 5° posto con il bob a quattro, mentre ai Campionati europei di bob 1985 ottenne un 4º posto.
Nella Coppa del Mondo di bob 1991 conquistò il secondo posto nella gara di Winterberg pilotando il bob a quattro con Antonio Tartaglia, Paolo Canedi e Marcantonio Stiffi.
Vinse complessivamente 11 medaglie ai Campionati italiani di bob: nel bob a due vinse un oro nel 1982, due argenti nel 1992 e 1995, un bronzo nel 1989; con il bob a quattro vinse quattro ori nel 1982, 1995, 1996 e 2002, due argenti nel 1997 e 1998, e un bronzo nel 2000.
Fu allenatore della Nazionale italiana di bob dal 1994 al 2008 e della Nazionale di bob della Bulgaria nel 2007.